# Del Mar (Metro de Los Ángeles)
Del Mar es una estación en la línea A del Metro de Los Ángeles y es administrada por la Autoridad de Transporte Metropolitano del Condado de Los Ángeles. La estación se encuentra localizada en Pasadena, California entre Del Mar Boulevard y la Avenida Raymond.

## Atracciones
- Art Center College of Design – via ARTS Bus Line 51
- Central Park
- Gamble House
- Los Angeles Music Academy
- Old Town Pasadena Shopping and Dining District
- Pasadena Antique Center
- Pasadena Center and Civic Auditorium
- Pasadena Ice Skating Rink
- Pasadena Humane Society & SPCA
- Santa Fe Depot
- Rose Bowl – via ARTS Bus Lines 51/52

## Conexiones de autobuses
- Metro Local: 177, 256, 260, 686, 687
- Metro Rapid: 762
- Pasadena ARTS: 10, 20, 51, 52